# 박봉식 (정치학자)
박봉식(朴奉植, 1932년 1월 26일 ~ 2017년 9월 14일)은 경상남도 양산 출신으로 국제정치학을 전공한 대한민국의 정치학자이자 제17대 서울대학교 총장과 제2대 부산외국어대학교 총장을 역임했다.

## 생애
서울대학교에서 정치학을 전공한 뒤 모교 교수를 거쳐 1985년 7월부터 1987년 8월까지 제 17대 서울대학교 총장을 역임했고 서울대학교 교수 시절 제5공화국 출범의 산실이 된 국가보위입법회 위원을 지낸 바 있다. 정치에도 뜻을 두어 1996년과 2000년에 각각 대한민국 제15대 총선과 대한민국 제16대 총선에 각각 무소속 후보로써 출마했으나 당선되지 못했다. 부산외국어대학교 총장 재직시 제15대 총선을 위하여 퇴임하여 출마했으며 제15대, 제16대 총선 낙선 이후에는 금강대학교 총장을 지냈다. 2004년에는 측근의 토지매입 알선 사기에 연루되어 구속되는 등 불운을 겪었으나 이를 극복하고 2011년에는 서울대학생들의 본부 점거가 '반 지성적'이라는 입장을 발표한 역대 총장들의 모임에 참석하는 등 사회 활동을 계속했다.

## 학력
- 경남고등학교 졸업
- 서울대학교 문리과대학 정치학과 학사
- 서울대학교 대학원 정치학 석사
- 서울대학교 대학원 정치학 박사

## 약력
- 서울대학교 명예교수
- 금강대학교 초대 총장(2002 ~ 2004)
- 부산외국어대학교 계간지부산국제포럼 발행인(1994 ~ 1996)
- 자민련 정책자문위원회 부위원장(1998)
- 자민련 총재특별보좌역(1997)
- 부산외국어대학교 제2대 총장(1994 ~ 1996)
- 민족통일연구원 이사장(1991)
- 민족통일연구소 이사장
- 평화통일자문회의 정책심의위원장(1991)
- 통일원 정책평가위원장(1990)
- 제17대 서울대학교 총장(1985 ~ 1987)
- 대한민국 학술원 회원(1981 ~ 1987)
- 유네스코 한국위원회 사무총장(1980)
- 국가보위입법회의 위원(1980)
- 남북적십자회담 자문위원(1973 ~ 1984)
- 제28차 유엔총회 한국대표(1973)
- 서울대학교 국제문제연구소장(1972)
- 국제정치학회 회장(1971 ~ 1972)
- 하버드대학교 연경학회 객원교수(1964 ~ 1966)
- 서울대학교 전임강사, 조교수, 부교수, 교수(1958 ~ 1988)

## 수상
- 제11회 자유문화상(1998)
- 국민훈장 목련장(1981)

## 역대 선거 결과
|  | 34.26% |

|  | 16.61% |

## 참고 자료
- 박성원 기자 (정리) (1998년 2월 1일). “金大中정권 200명 인물소사전/ DJ 맨파워 2백 명 ─ 신상·경력·주특기·역할”. 신동아. 2008년 2월 27일에 확인함.

| 전임 이현재 | 제17대 서울대학교 총장 1985년 7월 22일 ~ 1987년 8월 13일 | 후임 조완규 |